# Paur Iván
Paur Iván (Kismarton, 1806. június 21. – Sopron, 1888. december 17.) királyi tanácsos, a Széchenyiek levéltárnoka, epigráfus, régész, történész, az MTA levelező tagja.

## Élete
Apja Paúr Mátyás az Esterházy hercegek uradalmi tisztje volt, Kismartonban. Középiskoláit Sopronban és Kőszegen végezte. Pozsonyban jogot hallgattott, ahol 1831-ben ügyvédi oklevelet szerzett. 1832 után hercegi szolgálatban maradt négy évig mint segéd, majd pedig mint a lékai és kőszegi uradalmak ügyésze 1842-ig folytatta pályáját.
Már akkoriban feltűnt gyűjtő szenvedélye, régi fegyvereket halmozott fel. 1842-ben más feladatkörrel akarták megbízni, de ezt elutasítva lemondott ügyészi állásáról és külföldre ment. Három hónap alatt végigjárta Ausztriát, Észak-Itáliát és Svájcot, melyen a középkori építményeken kívül leginkább az ókori emlékeket vizsgálta. A római epigráfia kutatása iránt, ezen útja alkalmával alakult ki vonzalma.
Hazatérve 1844-ben a pozsonyi váltótörvényszékhez került mint gyakornok, ahonnan kilépve, 1847-ben félévre a trencséni választott biróság segédtitkára lett. Régészeti vonzalma miatt gyakran látogatta a bécsi szakkönyvtárakat. Megismerkedett Varsányi Jánossal, akihez szoros barátság fűzte.
1848-ban beállt a nemzetőrségbe, részt vett a schwechati ütközetben, majd mint százados lépett be Görgey seregébe és Buda visszafoglalásakor őrnagyi rangot kapott. A világosi fegyverletétel után öt hónapig fogva tartották, a besorozást azonban elkerülte. Ez időben barátja Varsányi társaságában a főváros környékét járta be. Útjaikról 1852-től az Új Magyar Múzeum hasábjain számolt be, számos feliratos anyag közzététele mellett.
Atyja halála után, annak hagyatékából, barátai tanácsára Pesten telepedett le és felhagyott a jogász pályával. Beiratkozott Kiss Ferencnek az archeológiai tanszék akkori helyettes tanárának előadásaira és görög és római régészetet, valamint antik érmészetet hallgatott.
1855-ben a helytartótanács kinevezte a MNM-hoz díjnoknak, de úgy, hogy felváltva két osztályon, a régiség- és könyvtári osztálynál működött. az MTA 1858-ban levelező tagjává választotta, és megbízta az akadémiai érem- és levéltár kezelésével. Ezen hivatalát nem látta el sokáig, mert még azon évben Széchenyiék kinevezték a grófi család levéltárnokává.
Tudományos kapcsolatait azonban nem szakította meg, az MTA archeológiai bizottságának kezdettől fogva tagja volt. 1858-tól Sopronba költözött, levéltárát néhány évig tanulmányozta. Szabad idejének java részét itt is tudományos utazásokra fordította. Leginkább Varsányi kiséretében járta be a Dunántúl jó részét, ahol számos római feliratot gyűjtöttek.
Kapcsolatba jutott a Széchenyi család soproni és cenki tagjaival, Széchenyi István gróf halála után a család rá bízta összes irományainak és levelezésének rendezését. 1867 után a politikai életnek újraébredésével az akkor egymást váltó főispánok mellett titkári teendőket végzett. A kormány tudományos érdemei elismeréséül megadta neki a királyi tanácsosi címet. 1872-ben a kertesi kerület beválasztotta a megyei bizottságba.
Ettől kezdve a legnagyobb lelkiismeretességgel teljesítette a megyei archeológus hivatását, gyűjtött és ásatott, hogy a megye monográfiájához összegyűjtse az anyagot. A soproni irodalmi körben felolvasásokat tartott. 1885-ben a régi Scarabantia keltakori temetőjét ásatta. A sopronmegyei múzeum alapítása volt utolsó nagy tette, e célra 25 évi szorgalmas gyűjtését is felajánlotta. A soproni régészeti egyesületnek tiszteletbeli elnöke volt. Az Akadémián 1890-ben Hampel József tartott felette emlékbeszédet.

## Művei
- 1858 Tsányi's Hans ungarische Chronik vom Jahre 1670-1704. Magyar Történelmi Tár V.
- 1859 Huszonöt kiadatlan pannoniai latín felirat. Archaeologiai Közlemények, 1.
- 1864 XI. Innocent pápa bullája, mellyel néhai kalocsai érsek Széchenyi Pál, egykorú pécsi püspök székében 1678. évben meg erősíttetett. Pest.
- 1865-1866 Hazai okmánytár. (Codex diplomaticus patrius) Kiadják Nagy Imre, Paúr Iván, Ráth Károly, Ipolyi Arnold és Véghelyi Dezső I-III. kötet. Győr
- 1874 Hans Georg Ritter's Oedenburger Chronik zur Geschichte der Rákóczy'schen Belagerung im Jahre 1704. Oedenburg

Iratai és Széchenyi Istvánnak hozzá írt levelei a gróf Széchenyi család levéltárával a MNM-ba kerültek.